# Masami Ihara
Masami Ihara (Minakuchi, Prefectura de Shiga, Japó, 18 de setembre de 1967) és un exfutbolista japonès.

## Selecció japonesa
Masami Ihara va disputar 122 partits amb la selecció japonesa.